# Olivos (estación)
Olivos es una de las estaciones que forman parte del Metro de la Ciudad de México, perteneciente a la Línea 12. Se ubica al oriente de la Ciudad de México, en el límite de las alcaldías Iztapalapa y Tláhuac.

## Información general
Su nombre hace alusión a que la zona fue caracterizada en los tiempos de la colonia por producción de aceite de oliva, cuya planta fue traída por fray Martín de Valencia, uno de los primeros frailes franciscanos que llegaron a tierras americanas. El logotipo actual representa una rama de olivo.

## Incidencias
La estación se mantuvo fuera de servicio desde el 12 de marzo de 2014 hasta el 29 de noviembre de 2015, debido a trabajos de mantenimiento mayor que se realizaron entre estas fechas.
Debido al terremoto del 19 de septiembre de 2017, y al cierre por mantenimiento de las estaciones Tláhuac, Tlaltenco, Zapotitlán y Nopalera ocasionados por el mismo, la estación Olivos fungió como terminal provisional de la línea 12 desde el 21 de septiembre de 2017. La totalidad de estaciones fueron reabiertas el 30 de octubre del mismo año.
La estación nuevamente permaneció cerrada desde el 4 de mayo de 2021 hasta el 30 de enero de 2024 por seguridad, debido a trabajos de rehabilitación y reconstrucción tras el desplome de una trabe en la interestación Tezonco-Olivos con dirección a Tláhuac, acontecida la noche del 3 de mayo de 2021.

### Derrumbe de estructura metálica en mayo de 2021
El día 3 de mayo de 2021, aproximadamente a las 22:22 h., se registró un derrumbe en la interestación Tezonco - Olivos en donde colapso una de las trabes y dos vagones del convoy que se encontraba circulando. Se reportaron alrededor de 80 lesionados y 27 fallecidos como cifra oficial. La Jefa de Gobierno Claudia Sheinbaum se trasladó al lugar del accidente, y se evaluó la magnitud del incidente para comenzar con los trabajos de remoción de los vagones del tren y los escombros de la estructura vencida.

## Afluencia
En 2021, Olivos se convirtió en la 25° estación menos utilizada de la red, al registrar una afluencia de tan solo 3,030 pasajeros que utilizaron esta estación a diario. El terrible susceso, donde una trabe que sostenía el cajón de vías colapso, justo en la interestación Tezonco-Olivos, a unos metros de esta estación, hacen que esté entre las de menor afluencia de la red debido al cierre de que permanece en esta línea desde el 4 de mayo de 2021 (justo unas horas después del accidente) por seguridad, para evitar más incidencia haciendo que la afluencia solo este contabilizada hasta el 3 de mayo de 2021 (día del accidente).
La siguiente tabla muestra la afluencia de la estación en los últimos 10 años:
| Afluencia Anual de Pasajeros | Afluencia Anual de Pasajeros | Afluencia Anual de Pasajeros | Afluencia Anual de Pasajeros | Afluencia Anual de Pasajeros | Afluencia Anual de Pasajeros |
| ---------------------------- | ---------------------------- | ---------------------------- | ---------------------------- | ---------------------------- | ---------------------------- |
| Año                          | Afluencia                    | A Diario                     | Ranking                      | Incremento                   | Ref.                         |
| 2023                         | 0                            | 0                            | X                            | X                            | [ 11 ]                       |
| 2022                         | 0                            | 0                            | X                            | -100.00%                     | [ 12 ]                       |
| 2021                         | 1,105,981                    | 3,030                        | 170°/195                     | -72.04%                      | [ 13 ]                       |
| 2020                         | 3,955,540                    | 10,807                       | 91°/195                      | -39.28%                      | [ 14 ]                       |
| 2019                         | 6,513,862                    | 17,846                       | 102°/195                     | +9.00%                       | [ 15 ]                       |
| 2018                         | 5,975,875                    | 16,372                       | 110°/195                     | -11.48%                      | [ 16 ]                       |
| 2017                         | 6,750,633                    | 18,494                       | 91°/195                      | +40.95%                      | [ 17 ]                       |
| 2016                         | 4,789,236                    | 13,085                       | 128°/195                     | +1,183.70%                   | [ 18 ]                       |
| 2015                         | 373,081                      | 1,022                        | 193°/195                     | -59.14%                      | [ 19 ]                       |
| 2014                         | 913,054                      | 2,501                        | 189°/195                     | -80.80%                      | [ 20 ]                       |

## Conectividad

### Salidas
- Norte: Eje 10 Sur Av. Tláhuac entre Cerrada del Pino y Calle del Panal, Colonia Ampliación Los Olivos.
- Sur: Eje 10 Sur Av. Tláhuac y calle Olivos, Colonia Granjas San Jerónimo.

### Conexiones
Existen conexiones con las estaciones y paradas de diversos sistemas de transporte:
Red de Transporte de Pasajeros de la Ciudad de México
- Módulo 4 Alcaldía Iztapalapa:
  - Ruta 162 (Santa Catarina - Constitución de 1917).

Corredores Concesionados
- Zonal 3: Zona de Culhuacán (CULHUACANES) (Tasqueña / UACM Tezonco).